# برودریک ۱۸۷۶۶
سیارک ۱۸۷۶۶ (به انگلیسی: 18766 Broderick، نامگذاری:1999JA22) هجده هزار و هفتصد و شصت و ششمین سیارک کشف شده‌است که در ۱۰ مه ۱۹۹۹ کشف شد.
قدر مطلق سیارک برابر ۱۳.۵ است.